# Apparat Organ Quartet (album)
Apparat Organ Quartet è l'album di debutto del gruppo musicale islandese Apparat Organ Quartet, pubblicato dall'etichetta islandese 12 Tónar nel 2002.
La copertina del disco è caratterizzata dalle figure dei membri della band in una versione simile a quella dei giocattoli Playmobil.

## Tracce
1. Romantika – 4:44
2. The Anguish of Space Time – 6:10
3. Cruise Control – 3:38
4. Ondula Nova – 5:27
5. Global Capital – 5:23
6. Stereo Rock & Roll – 4:17
7. Seremonia – 5:00
8. Charlie Tango #2 – 7:24
9. Sofðu Litla Vél – 5:29